# Bahnhof Lindau-Reutin
Der Bahnhof Lindau-Reutin ist ein Trennungsbahnhof in der Stadt Lindau (Bodensee), in dem die Aeschacher Kurve von der Bahnstrecke Lindau–Bludenz abzweigt. Zudem ist er Grenzbahnhof zu Österreich. Im Zuge des 2016 begonnenen Umbaus des Eisenbahnknotens Lindau wurden die zuletzt nur noch als Güterbahnhof genutzten Bahnanlagen zum neuen Fernbahnhof von Lindau ausgebaut und dieser 2020 in Betrieb genommen.

## Geographische Lage
Im Gegensatz zum 1854 eröffneten Kopfbahnhof Lindau-Insel (bis 2020: Lindau Hbf) ist die Station im bevölkerungsreichsten Stadtteil Reutin ein Durchgangsbahnhof auf dem Festland. Das Empfangsgebäude liegt an der Bregenzer Straße, auf Höhe des verkehrsreichen Berliner Platzes. Südlich des Bahnhofs befinden sich in der Ladestraße Gebäude des Güterbahnhofs sowie das Naturschutzgebiet Reutiner Bucht.

## Geschichte

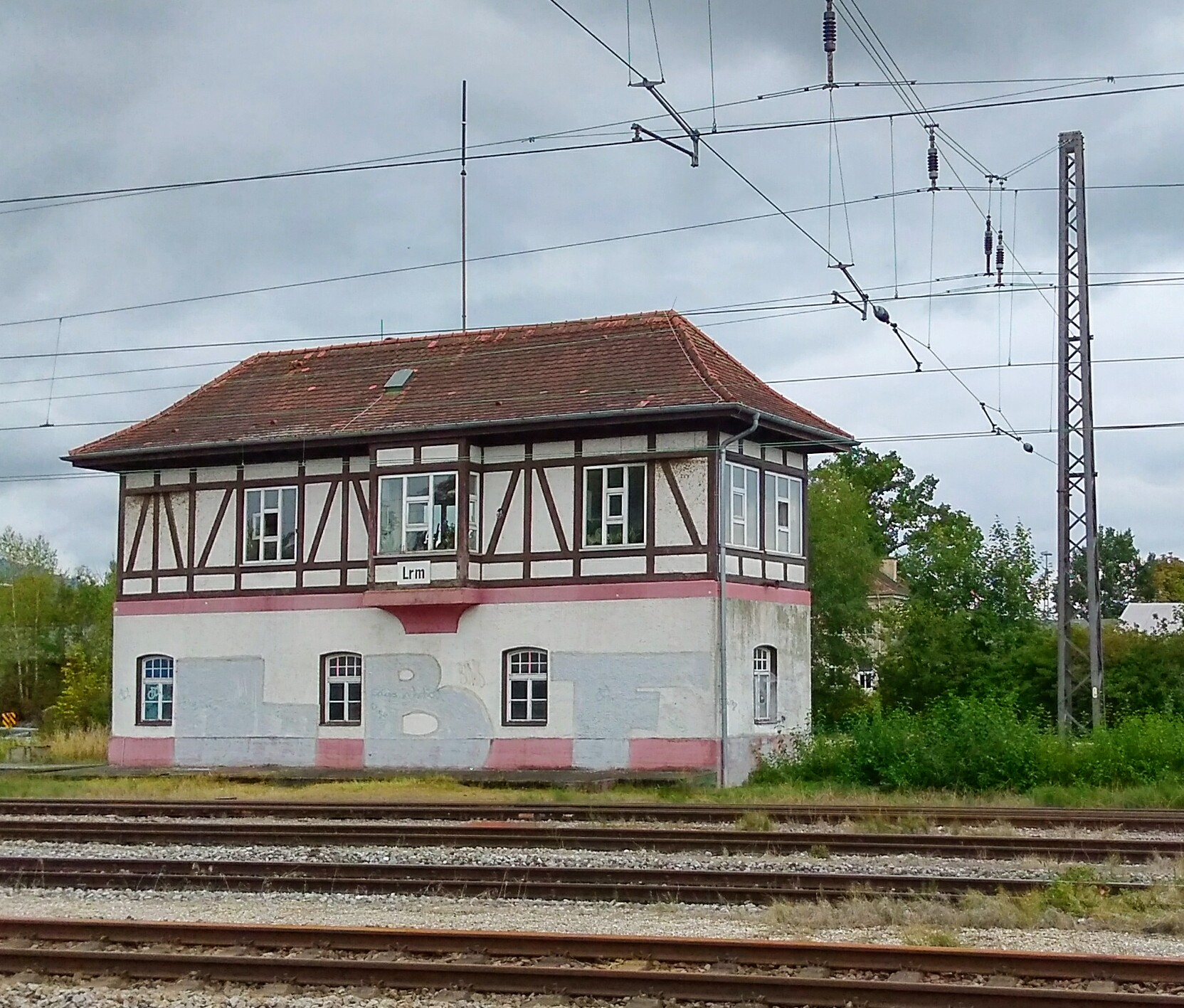
Altes Stellwerk Lrm, Nordseite

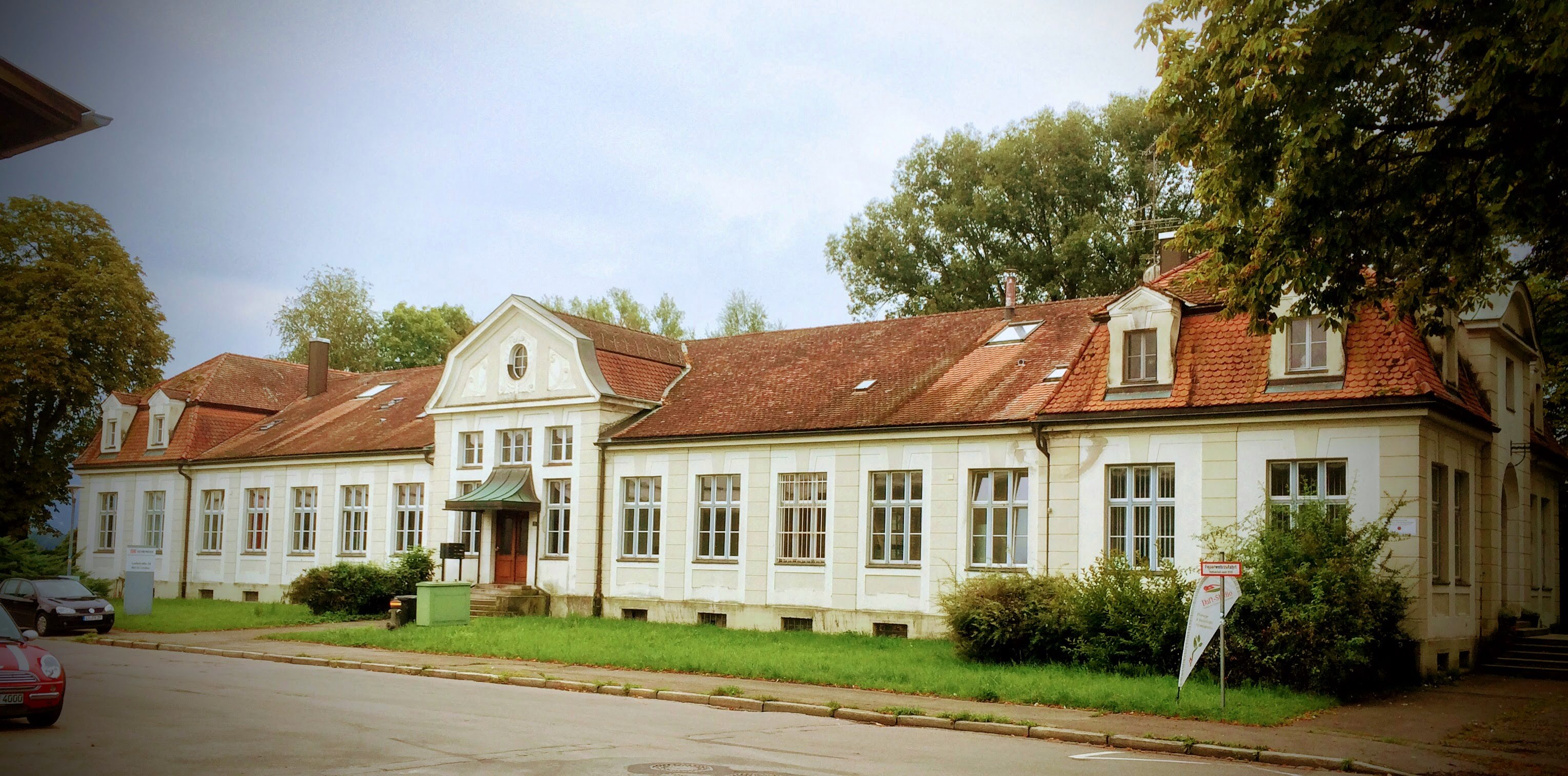
Dienstgebäude der Güterabfertigung, dreiteiliger barockisierender Hausteinbau mit Pavillonkopfbauten und Giebelrisalit, mit Jugendstildetails

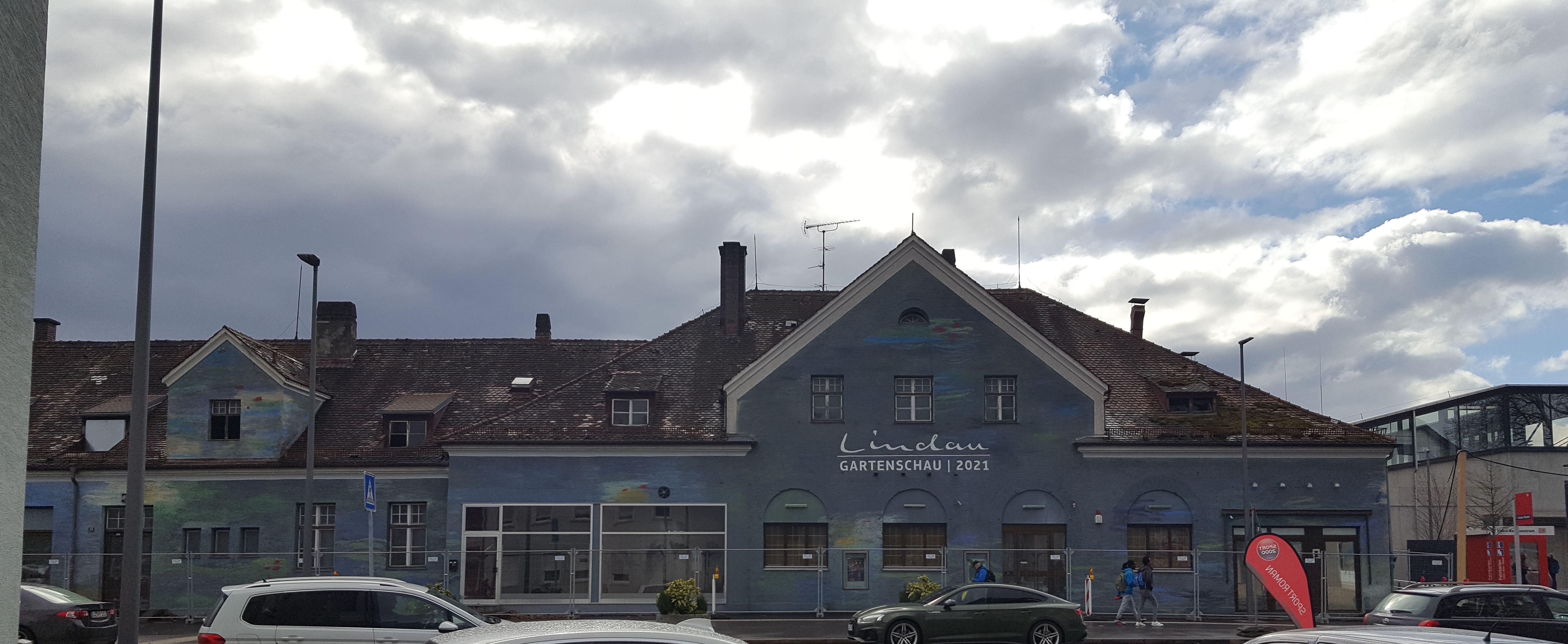
Früheres Empfangsgebäude, abgerissen 2022

Der ursprüngliche Güterbahnhof Lindau-Reutin wurde mit dem Bau der Bahnstrecke Lindau–Bludenz errichtet, nachdem der Bahnhof auf der Insel mit dem Güterverkehr an räumliche Grenzen stieß. Am 14. Oktober 1872 wurde die Station Lindau-Rangierbahnhof mit 21 Gütergleisen in Betrieb genommen. 1876 folgte die Station Lindau-Lokalbahnhof für Nahverkehrszüge, sowie Post- und Frachtsendungen und der Bau der Aeschacher Kurve.
1907 begannen die Bauarbeiten für die Vergrößerung des Bahnhofs, dazu wurde die spätere Bahnhofsfläche mit Geröll aus dem Bodensee aufgefüllt. Im Süden der Anlage wurden das 312 Meter lange Güterabfertigungsgebäude sowie die Ladestraße errichtet, im Norden an der Bregenzer Straße der Personenbahnhof. 
Bereits in den 1910er Jahren gab es dabei Überlegungen, Fernzüge nur noch im verkehrsgünstigeren Reutin halten zu lassen. 
Im November 1911 ging der erweiterte Bahnhof mit dem Namen Lindau Ost in Betrieb. Der Zugbetrieb wurde von drei Stellwerken aus gesteuert: Das Befehlsstellwerk befand sich im Empfangsgebäude, ein weiteres (Lrm) südöstlich des Empfangsgebäudes zwischen den Gleisen, und das dritte (Lrw) am Bahnübergang Bregenzer Straße.
Eine an der Westseite des Empfangsgebäudes beginnende Stahlfachwerk-Fußgängerbrücke überspannte das gesamte Bahnhofsgelände von Nord nach Süd. Diese wurde Anfang der 2000er Jahre mit einem Lkw mit zu hoch ausgefahrenem Ladekran gerammt und dadurch unbenutzbar, sowie später ganz abgerissen.
1913 wurde ein Anschlussgleis in den Ortsteil Rickenbach eröffnet. 1922 scheiterten die Verhandlungen über einen Personenverkehr dorthin. 1943 wurde westlich des Bahnhofs ein Barackenlager für Bahnzwangsarbeiter errichtet. In den letzten Tagen des Zweiten Weltkriegs wurde der Bahnhof durch Luftangriffe stark beschädigt. Im Dezember 1969 nahm die Deutsche Bundesbahn eine Verladestelle für Autoreisezüge in Betrieb, welche sich auf der Südseite des Bahnhofes, fernab vom Empfangsgebäude und den Bahnsteigen, befand. 
1979 wurden noch knapp 50.000 Güterwagen abgefertigt. 1980 wurde der reguläre Personenverkehr in Lindau-Reutin eingestellt und die dafür genutzte Infrastruktur aufgelassen, während die Autozüge noch bis zum 14. Oktober 2006 verkehrten. Infolge der Konkurrenz durch den LKW-Verkehr stellte die DB den Rangierbetrieb und Stückguttransport im Jahr 1988 ein. DB Schenker unterhält jedoch nach wie vor eine Niederlassung am Bahnhof.
Ab 1995 gab es eine Reihe unterschiedlicher Planungen, die alle vorsahen, den Bahnhof Lindau-Reutin zum neuen Hauptbahnhof von Lindau auszubauen. Die erste erfolgte im Rahmen der Projektserie „Bahnhof 21“ der Deutschen Bahn (DB). Sie scheiterte, weil die Stadt den bisherigen Hauptbahnhof, den „Inselbahnhof“, für unverzichtbar hielt, die Deutsche Bahn aber nur investieren wollte, wenn dieser aufgegeben würde.
Ab dem Jahr 2000 versuchte die Deutsche Bahn wieder, ihr Konzept durchzusetzen. Das scheiterte erneut: Nach zwei Bürgerentscheiden 2011 und 2012 war das Konzept der Bahn nicht mehr umsetzbar. Schon nach dem ersten Referendum, bei dem 61 % der Wahlteilnehmer für eine Zwei-Bahnhofs-Lösung votierten, ließ die Deutsche Bahn das von ihr betriebene Planfeststellungsverfahren stoppen.

## Umbau

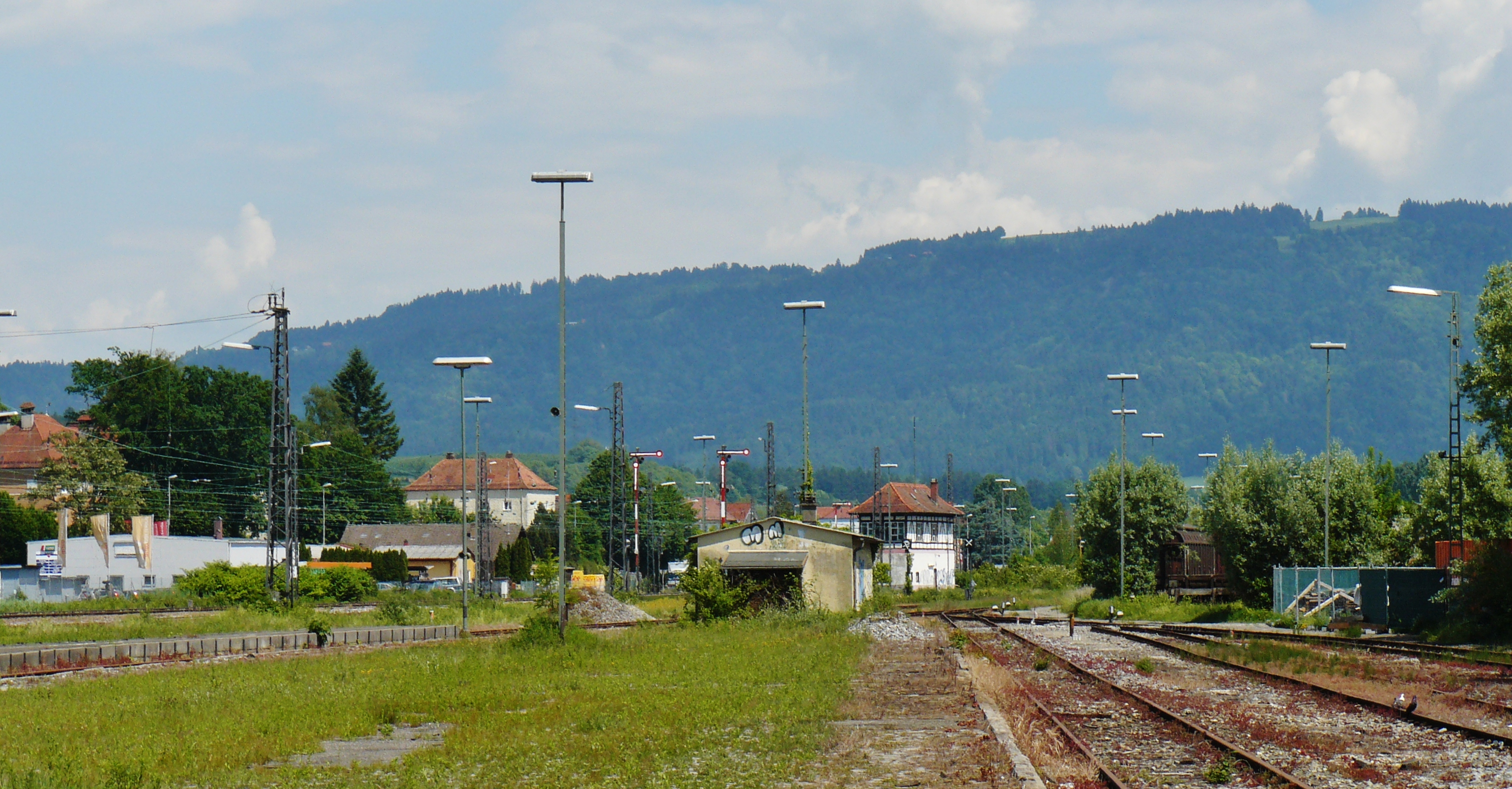
Gleisanlagen des Bahnhofs Lindau-Reutin mit Stellwerk Lrm im Jahr 2012 (Blick nach Osten)

Nach dem Scheitern des ursprünglichen Vorhabens 2011/12 kam es erneut zu Gesprächen zwischen den Beteiligten, die das Ergebnis der Bürgerentscheide einbinden mussten. Der gefundene, in Lindau „Kombilösung“ genannte Kompromiss beinhaltet den Erhalt von Lindau Hauptbahnhof in vermindertem Umfang: Die Abstellanlage für Fahrzeuge und die Tankstelle für mit Dieselkraftstoff betriebene Fahrzeuge werden nach Reutin verlagert. Damit kann eine Fläche von etwa fünf Hektar von Eisenbahnbetriebszwecken freigestellt und künftig als Bauland zur Verfügung gestellt werden.
Ebenso enthalten war der Umbau des Bahnhofs Reutin zu einem Bahnhof des Fernverkehrs. Dort wurde ein neues elektronisches Stellwerk (ESTW) für den gesamten Eisenbahnknoten Lindau errichtet.
Der neue Fernverkehrsbahnhof Lindau-Reutin besitzt vier Bahnsteiggleise, die am Hausbahnsteig (Gleis 21) und an einem Mittelbahnsteig mit Zungenbahnsteig (Gleise 22–24) liegen.
Die Kosten der gesamten Maßnahme betrugen 130 Millionen Euro. In Reutin wird durch den Umbau des Bahnhofs eine Fläche von etwa 12 Hektar von Eisenbahnbetriebszwecken freigestellt und steht damit künftig als Bauland zur Verfügung.

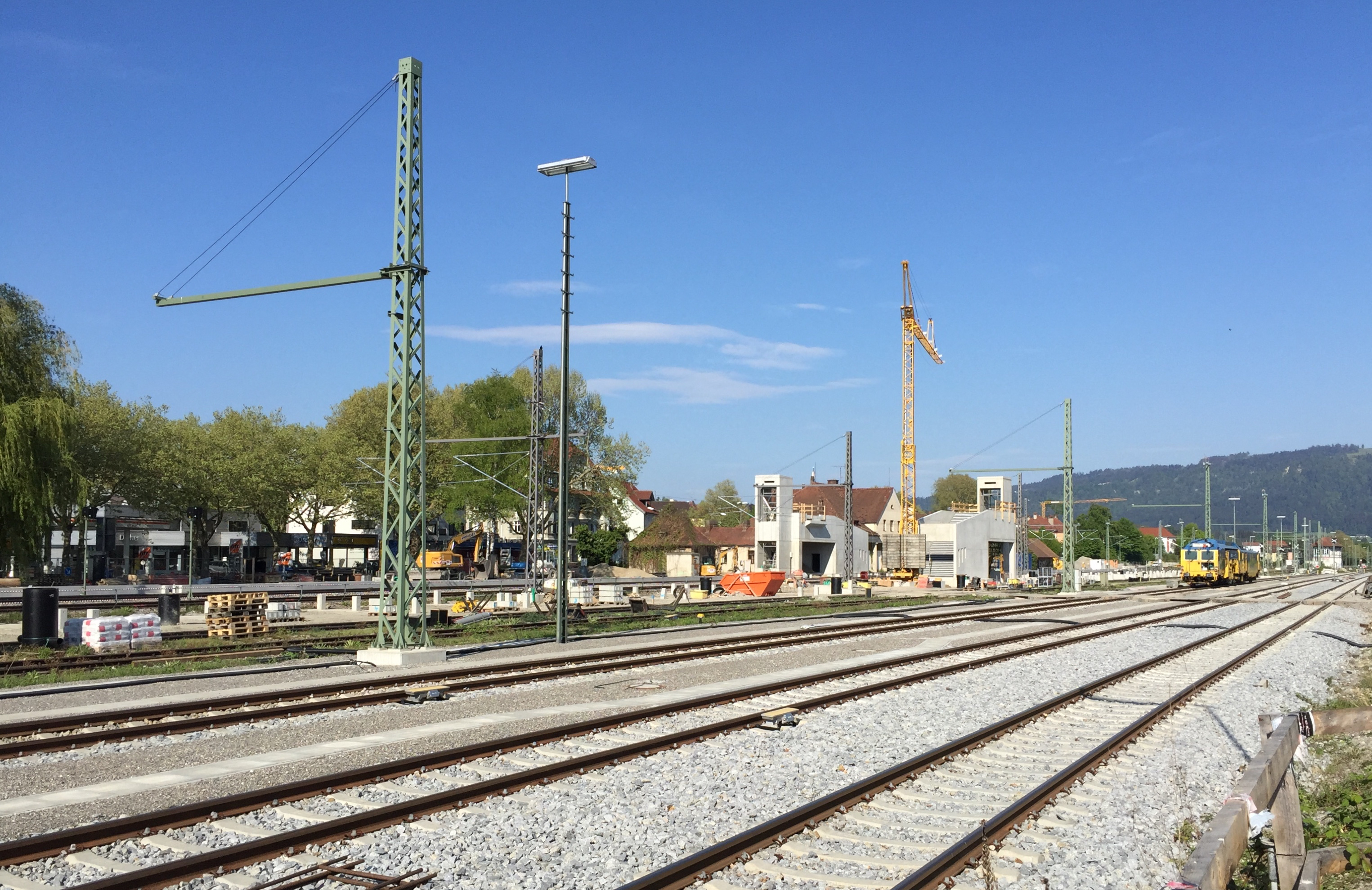
Stand der Bauarbeiten im April 2020. Das Empfangsgebäude von 1911 steht links hinter dem Kran.

Der Spatenstich für die Modernisierung der Bahnanlagen im Bereich Lindau und damit für den Umbau von Lindau-Reutin zu einem Bahnhof für den Personenverkehr fand am 24. Oktober 2016 statt. Die Bauarbeiten hatten allerdings schon früher begonnen.
Die Bahnsteige sind aufgrund der Lage des Bahnhofs nur wenige Meter über dem Bodenseespiegel mit einer Überführung erreichbar. Geplant ist, diese als Ersatz für die ehemalige Fußgängerbrücke wieder über die gesamten Gleisanlagen zu führen, welche das Reutiner Stadtteilzentrum vom Bodenseeufer trennen. Somit wird ein direkter Zugang zum See ermöglicht. 2022 reichte der Übergang jedoch nur vom Empfangsgebäude zum Mittelbahnsteig.
Im August 2020 erwarb die Stadt Lindau das Empfangsgebäude des Bahnhofs Reutin. Es soll durch einen Neubau ersetzt werden. Mit Stand April 2022 war der Altbau vollständig abgerissen.

## Verkehr

### Fernverkehr
Seit dem Fahrplanwechsel am 13. Dezember 2020 werden täglich jeweils sechs Verbindungen Richtung München und Zürich als Eurocity-Express (ECE) beziehungsweise Eurocity (EC) angeboten, wobei in Reutin ein Wechsel der Zuggattung stattfindet. Sie sind durch den Neigetechnikausbau, die Elektrifizierung der Strecke Geltendorf–Lindau und den Entfall des bisherigen Traktions- und Fahrtrichtungswechsels in Lindau zwischen beiden Städten um etwa 20 Minuten schneller als zuvor. Bis zum Fahrplanjahr 2025 wurde die Verbindung auf acht Zugpaare aufgestockt. Zudem verlängerte die Westbahn ein Zugpaar aus Wien über Innsbruck und Bregenz nach Lindau.
| Linie / Zuggattung | Verlauf | Frequenz            |
| ------------------ | --- | ------------------- |
| RJ 28              | Flughafen Wien – Salzburg – Innsbruck – Bregenz – Lindau-Reutin – Friedrichshafen – Ulm – Stuttgart – Heidelberg – Frankfurt (Main)                                                                              | ein Zugpaar täglich |
| ICE 32             | Dortmund – Hagen – Wuppertal – Köln – Koblenz – Mainz – Mannheim – Heidelberg – Stuttgart – Ulm – Friedrichshafen – Lindau-Reutin – Bregenz – Innsbruck                                                          | ein Zugpaar täglich |
| ICE 32             | Innsbruck – Bregenz – Lindau-Reutin – Friedrichshafen – Ulm – Stuttgart – Heidelberg – Mannheim – Mainz – Koblenz – Köln – Düsseldorf – Duisburg – Oberhausen – Gelsenkirchen – Recklinghausen – Münster (Westf) | ein Zugpaar täglich |
| ECE / EC 88        | München – Buchloe – Memmingen – Lindau-Reutin – Bregenz – St. Margrethen – St. Gallen – Winterthur – Zürich | acht Zugpaare       |
| Westbahn           | Wien Westbahnhof – Linz – Salzburg – Innsbruck – Bregenz – Lindau-Reutin – Lindau-Insel | ein Zugpaar täglich |

### Regionalverkehr
Im Regionalverkehr wird Lindau-Reutin von der Linie S1 der S-Bahn Vorarlberg sowie ÖBB-Regionalzügen bedient, die den Bahnhof bis 2020 ohne Halt passierten. Zudem verkehrt die Linie REX/S7 der S-Bahn St. Gallen. Der übrige Regionalverkehr hielt bis Ende 2021 weiterhin nur am Bahnhof Lindau-Insel, mit Ausnahme der Linie RE 7, die 2020 nach Lindau-Reutin verlängert wurde. 
Zum Fahrplanjahr 2022 wurden zudem die Linien RE 5 aus Ulm und RE 70 aus München vom Inselbahnhof nach Reutin verlegt. Die Unentgeltliche Beförderung mit dem deutschen Schwerbehindertenausweis gilt bis Reutin.
Im Fahrplanjahr 2025 wird der Bahnhof von folgenden Linien bedient:
| Linie / Zuggattung | Verlauf | Frequenz                                   |
| ------------------ | --- | ------------------------------------------ |
| RE 3               | Lindau-Reutin – Friedrichshafen – Ravensburg – Aulendorf – Biberach – Ulm                                   | Stundentakt                                |
| RE7                | Lindau-Insel – Lindau-Reutin – Immenstadt – Kempten – Buchloe – Augsburg (– Nürnberg)                       | Zweistundentakt 2 Zugpaare ab/bis Nürnberg |
| RE70               | Lindau-Insel – Lindau-Reutin – Immenstadt – Kempten – Buchloe – München                                     | Zweistundentakt                            |
| RE96               | Lindau-Reutin – Lindau-Insel – Kißlegg – Memmingen – Buchloe – München                                      | Zweistundentakt                            |
| RB92               | Lindau-Reutin – Lindau-Insel – Hergatz – Wangen – Kißlegg – Leutkirch – Memmingen                           | Zweistundentakt                            |
| REX 7              | Lindau-Insel – Lindau-Reutin – Bregenz – St. Margrethen (ab dort als S7 der S-Bahn St. Gallen) – Romanshorn | Zweistundentakt                            |
| REX 1              | Lindau-Insel – Lindau-Reutin – Bregenz – Feldkirch (– Bludenz – Schruns)                                    | 30/60-Minutentakt                          |
| S 1                | Lindau-Insel – Lindau-Reutin – Bregenz – Feldkirch – Bludenz                                                | Zweistundentakt                            |

### Bildergalerie eingesetzter Züge

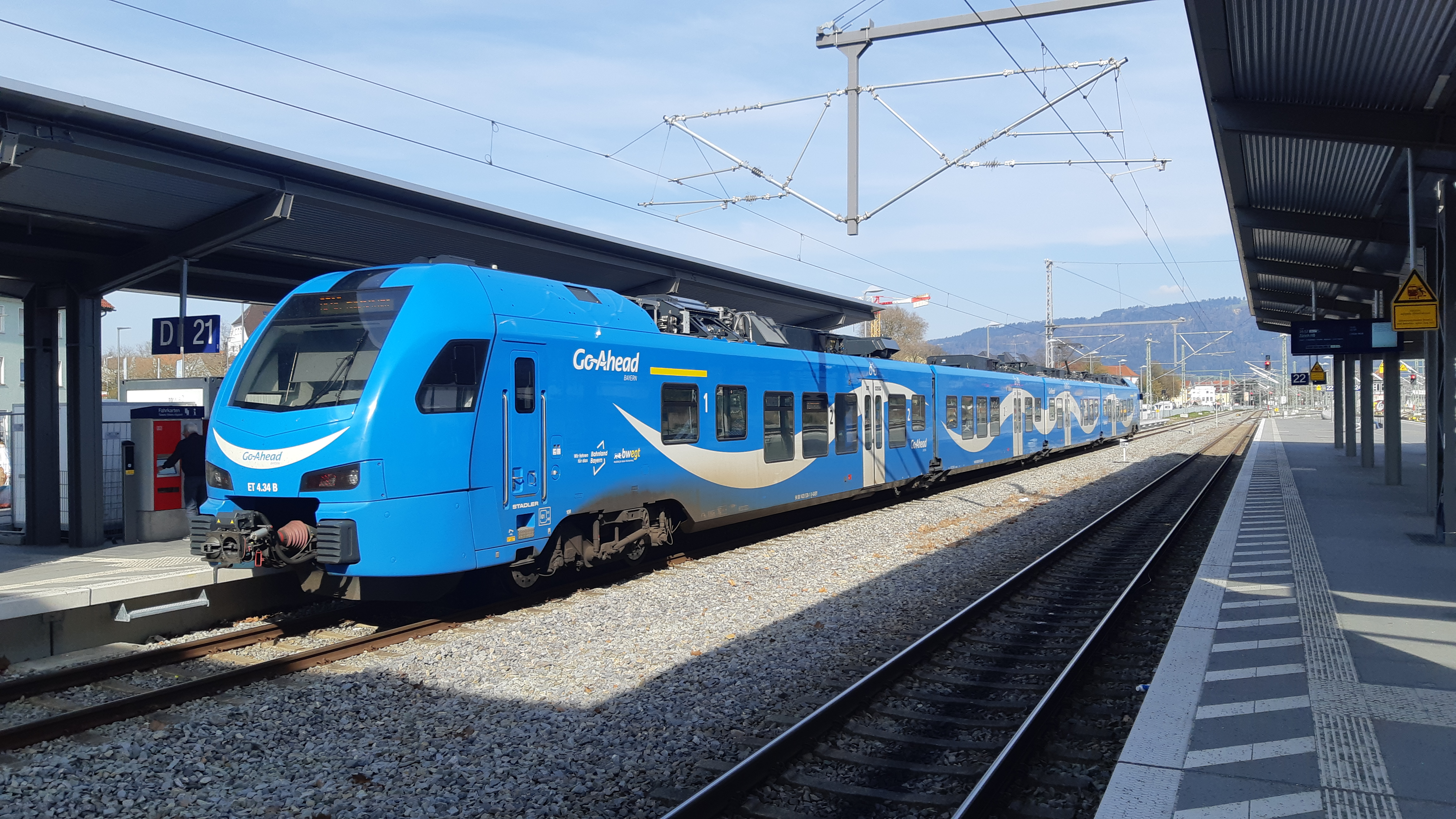
Flirt3 (Go Ahead, heute Arverio) in Lindau-Reutin, April 2023
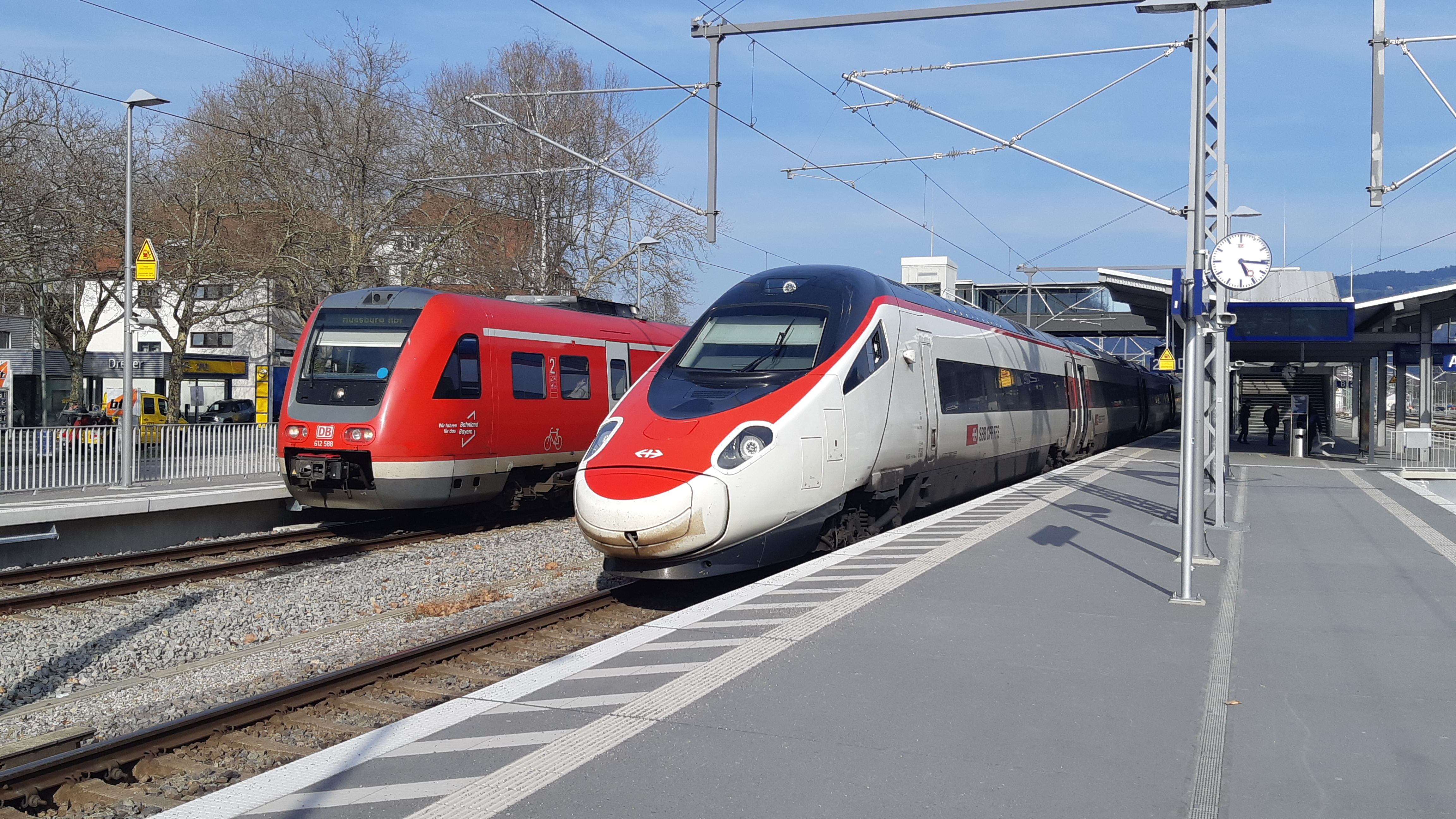
Baureihe 612 (DB Regio) und Astoro (SBB) in Lindau-Reutin, April 2023
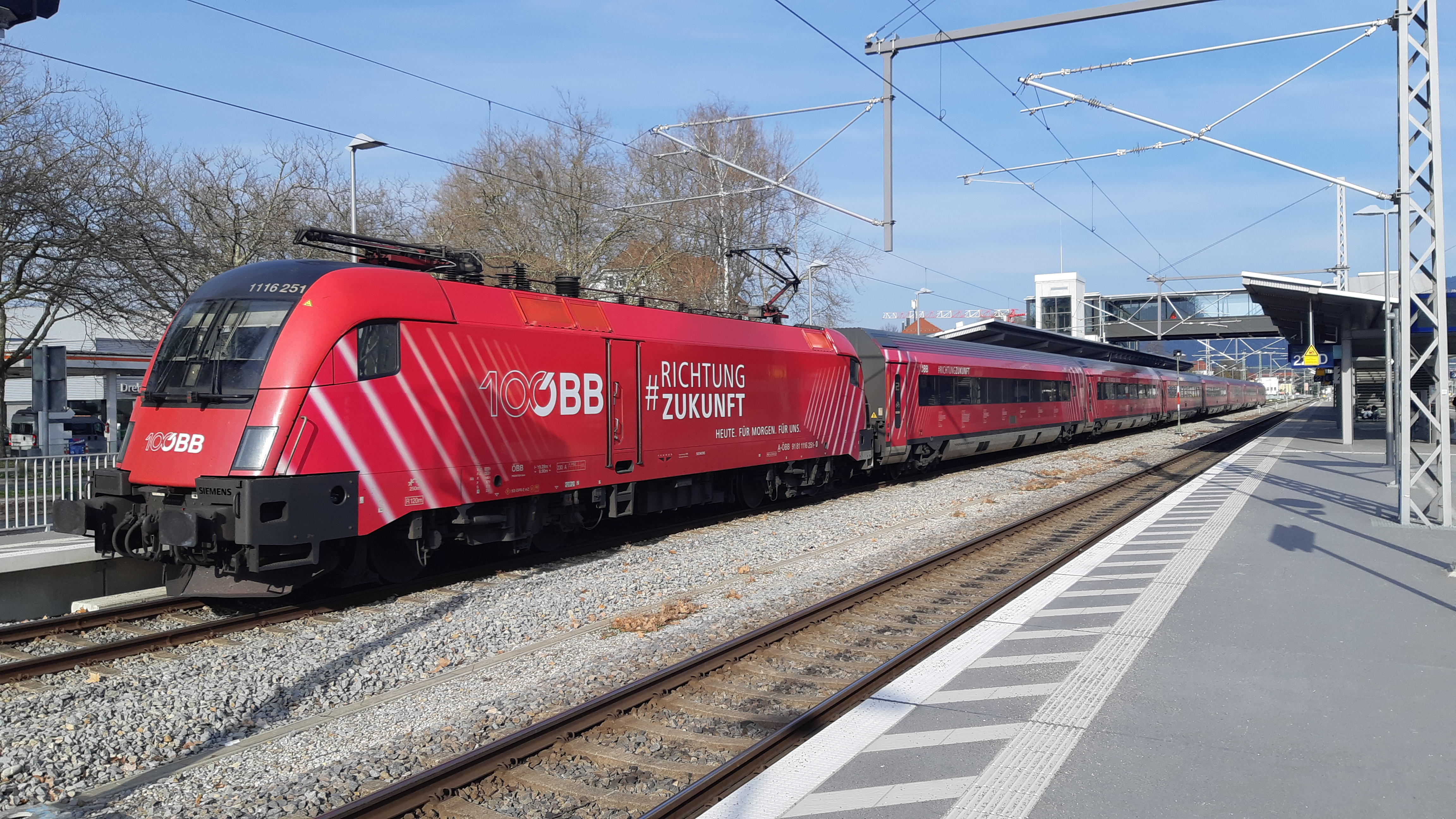
Railjet (ÖBB-PV) in Lindau-Reutin, April 2023
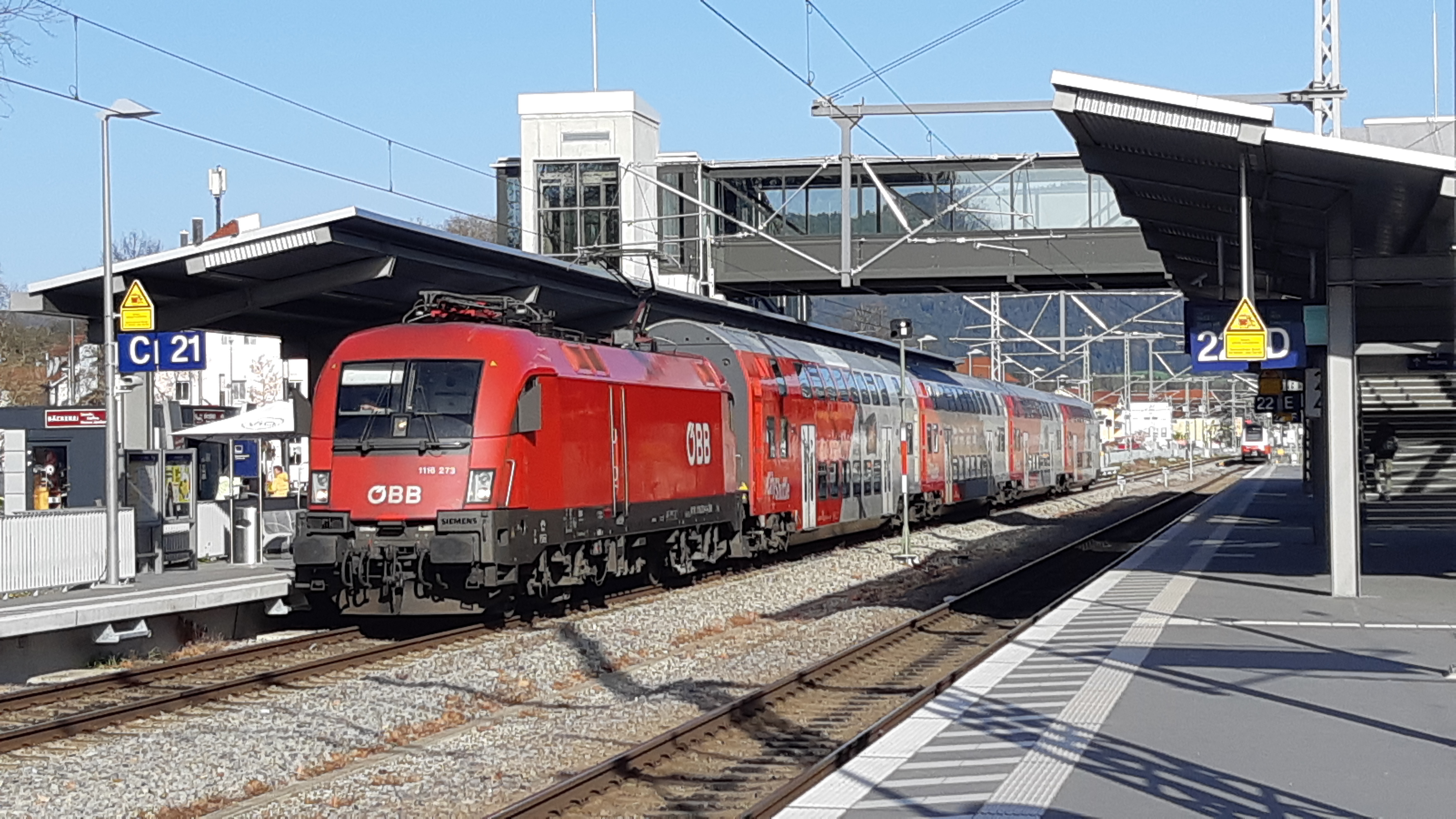
ÖBB 1116 mit Dosto in Lindau-Reutin, März 2024
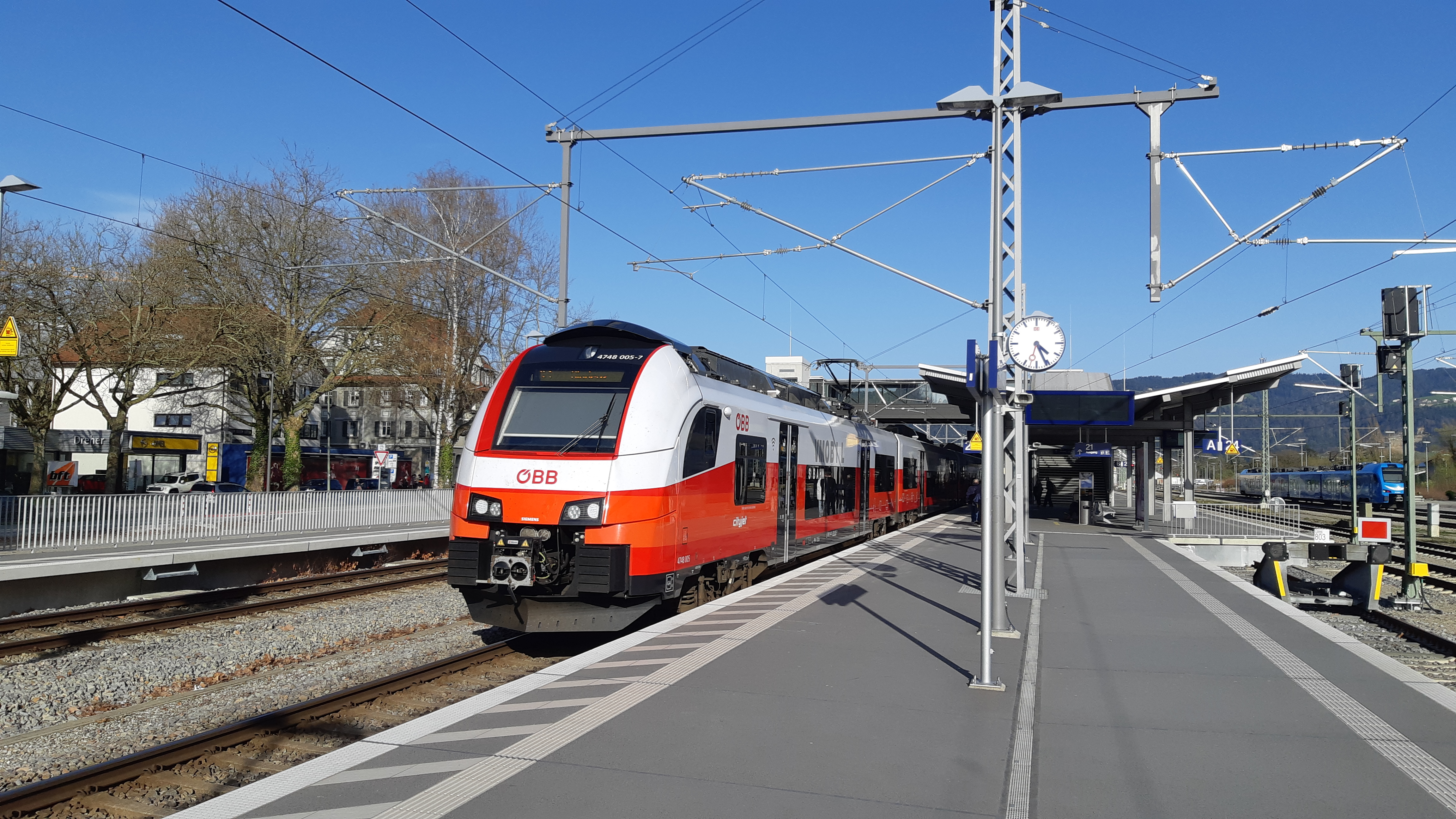
ÖBB 4748 in Lindau-Reutin, März 2024
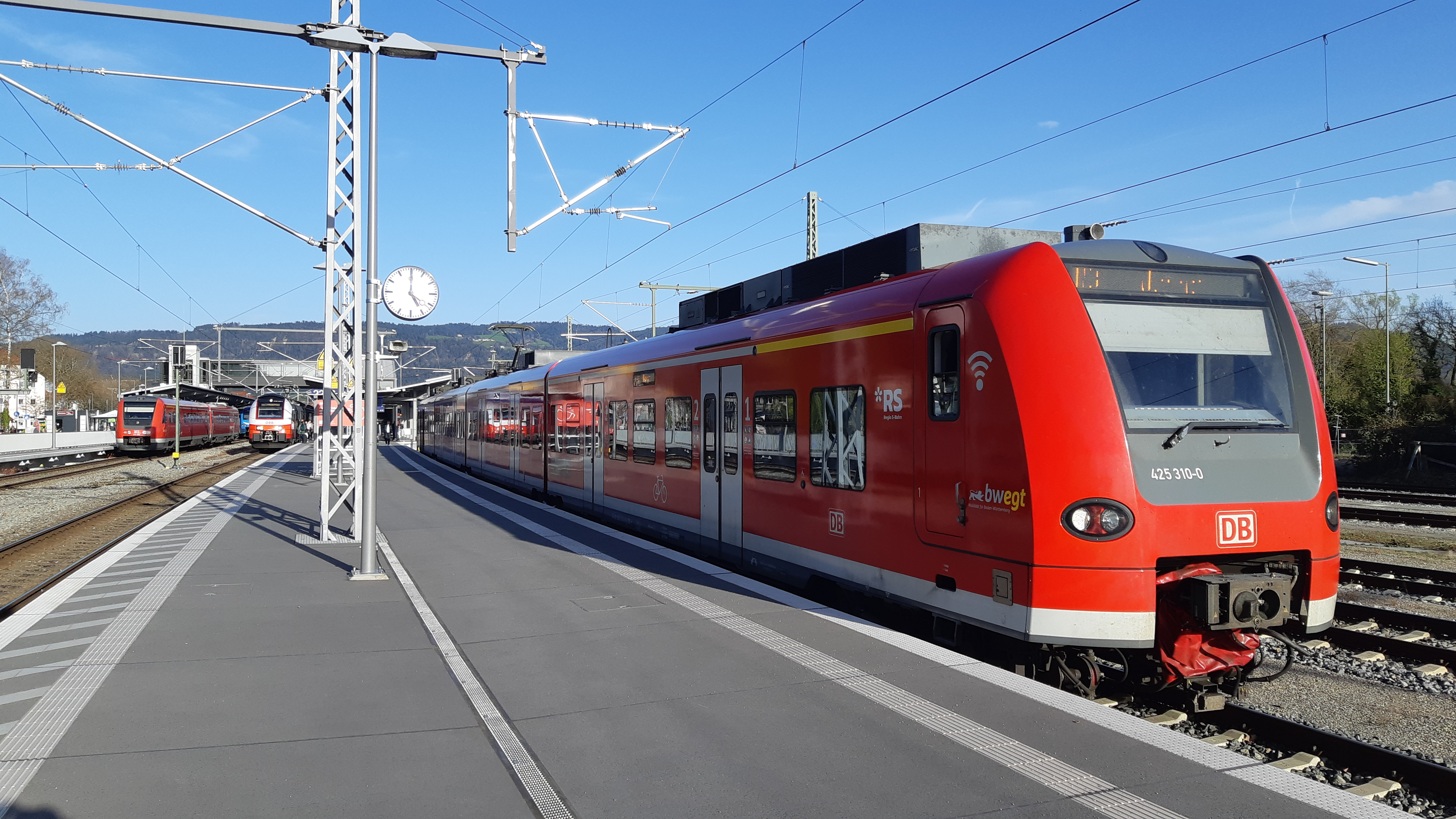
BR 425 in Lindau-Reutin, März 2024
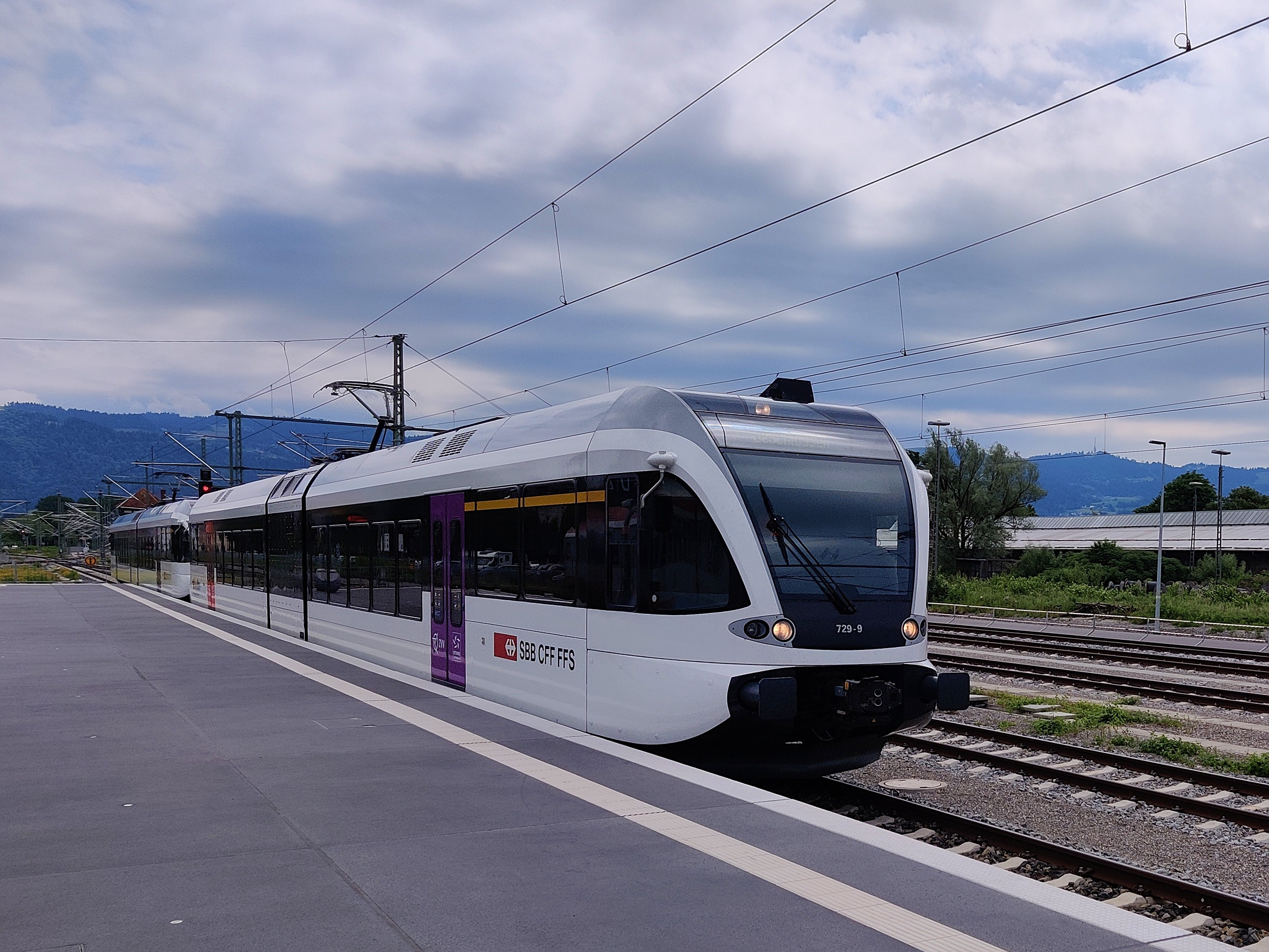
SBB GTW in Lindau Reutin, Mai 2022